# Aggerostramen
Aggerostramen es un género de foraminífero bentónico de la familia Lacustrinellidae, de la superfamilia Psammosphaeroidea, del suborden Saccamminina y del orden Astrorhizida. Su especie tipo es Psammosphaera rustica. Su rango cronoestratigráfico abarca el Holoceno.

## Discusión
Clasificaciones previas incluían Aggerostramen en la familia Telamminidae de la superfamilia Hormosinoidea, así como en el suborden Textulariina del orden Textulariida, o bien en el Orden Lituolida.

## Clasificación
Aggerostramen incluye a la siguiente especie:
- Aggerostramen rustica